# Куриный бог

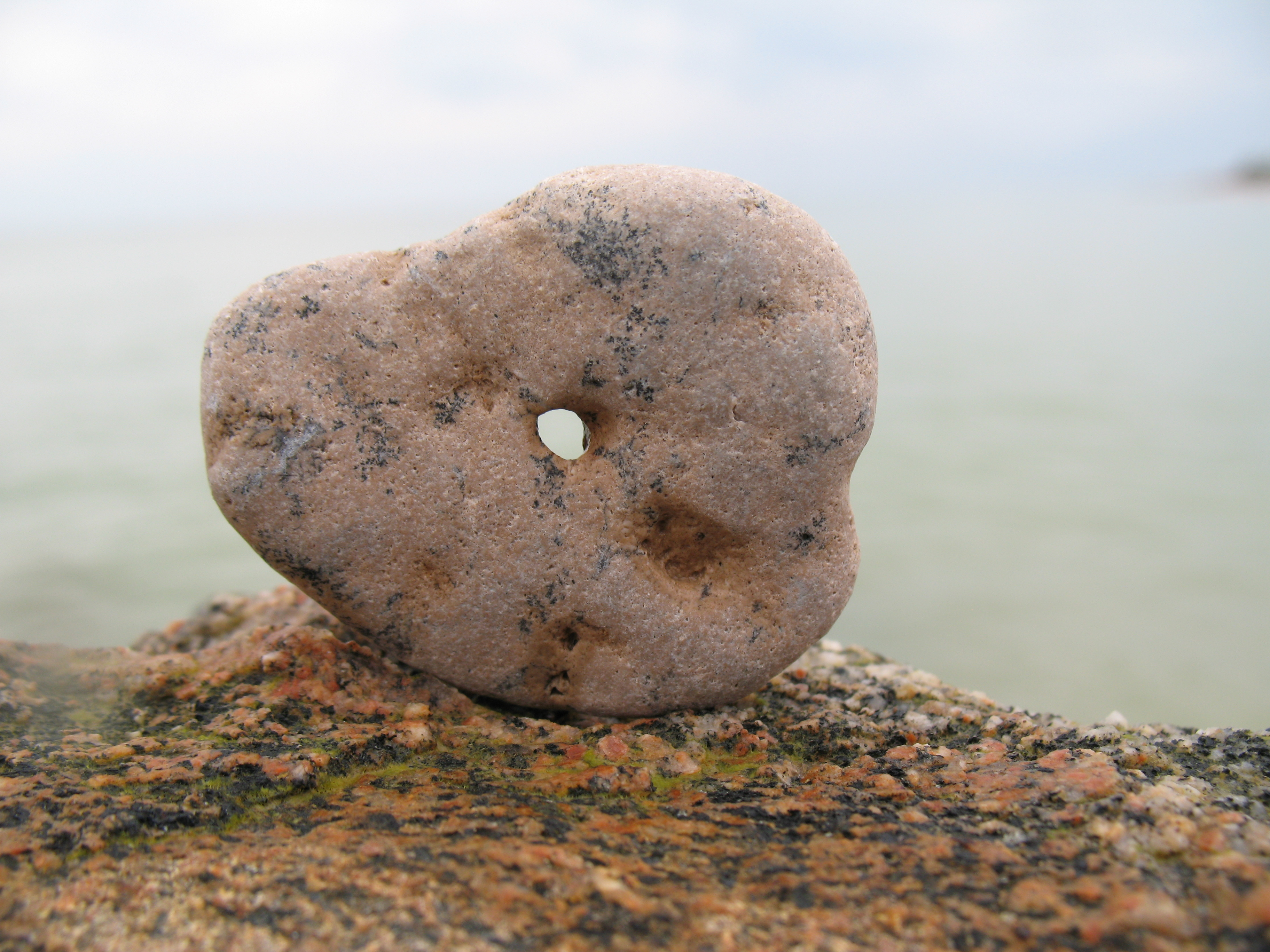
Камень найден на Бердянской косе Азовского моря

Куриный бог (собачий бог, собачье счастье, боглаз) — небольшой камень с отверстием естественного происхождения, проточенным водой, речной или морской. Камням такой формы приписывали свойства оберегать животных и жилища от злых сил. Таким образом, куриный бог — апотропей (от греч. ἀποτρόπαιος «отвращающий порчу»), амулет. В археологии и этнографии — название предметов и изображений, которым приписывалась магическая способность отгонять злых духов.

## Исторические корни
Согласно А. Н. Афанасьеву, в Костромской губернии такой куриный камень вешали как талисман в курятнике, чтобы кикиморы не давили кур.

В некоторых деревнях вешают в курниках круглые камни с небольшим отверстием внутри; такой камень, напоминающий громовый молот Тора, предохраняет птицу от болезней и называется куриным богом.

Куриный бог — у славян название ритуального предмета, оберега домашней птицы. Роль куриного бога могли выполнять камешки со сквозными отверстиями, горшок, кринка или глиняный рукомойник без дна, горлышко от разбитого кувшина, изношенный лапоть и другие вещи. Обычно их помещали в курятнике около кормушки или над ней, под стрехами хлевов, вешали на кол во дворе и т. д. Считалось что это способствует тому, чтобы курицы хорошо спали и были целы, чтобы домовой и кикимора не пугали, не давили и не воровали их.

## Поверья
- По поверьям, приносит удачу и здоровье нашедшему. Если камень дарился кому-либо, то одариваемый должен был поцеловать того, кто дарил, чтоб перенять удачу, здоровье и так далее.[источник не указан 2899 дней]

## Галерея

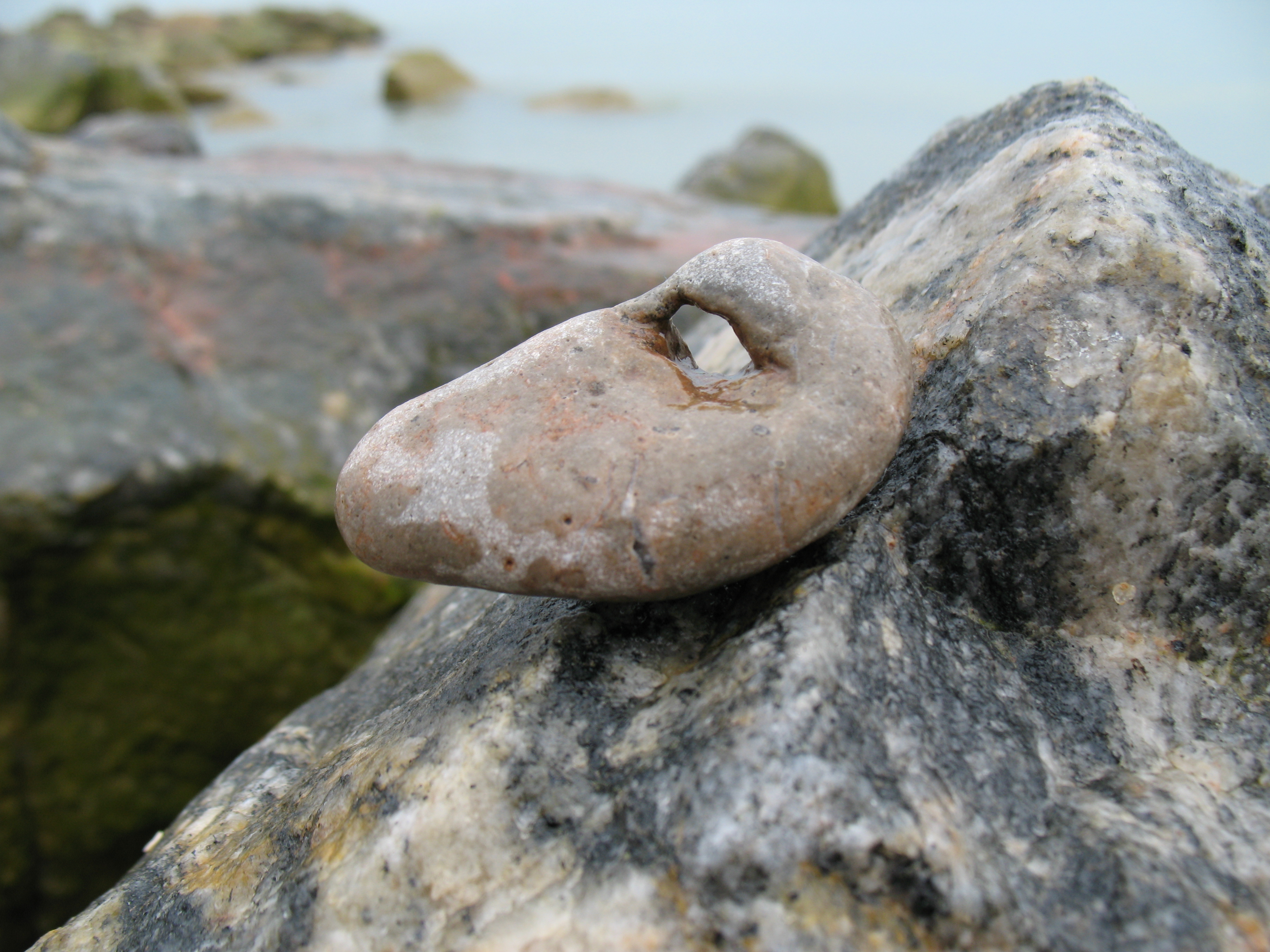
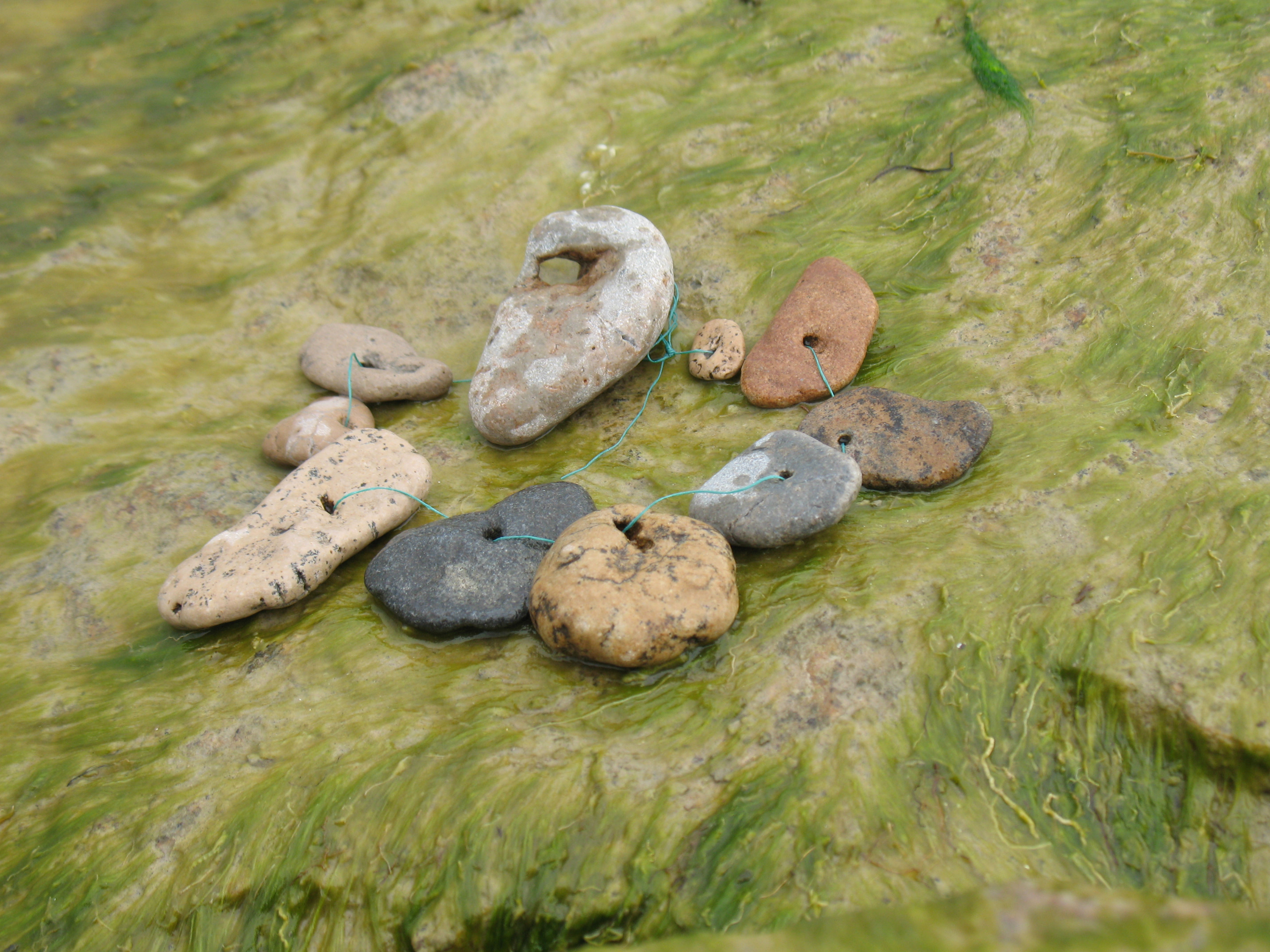
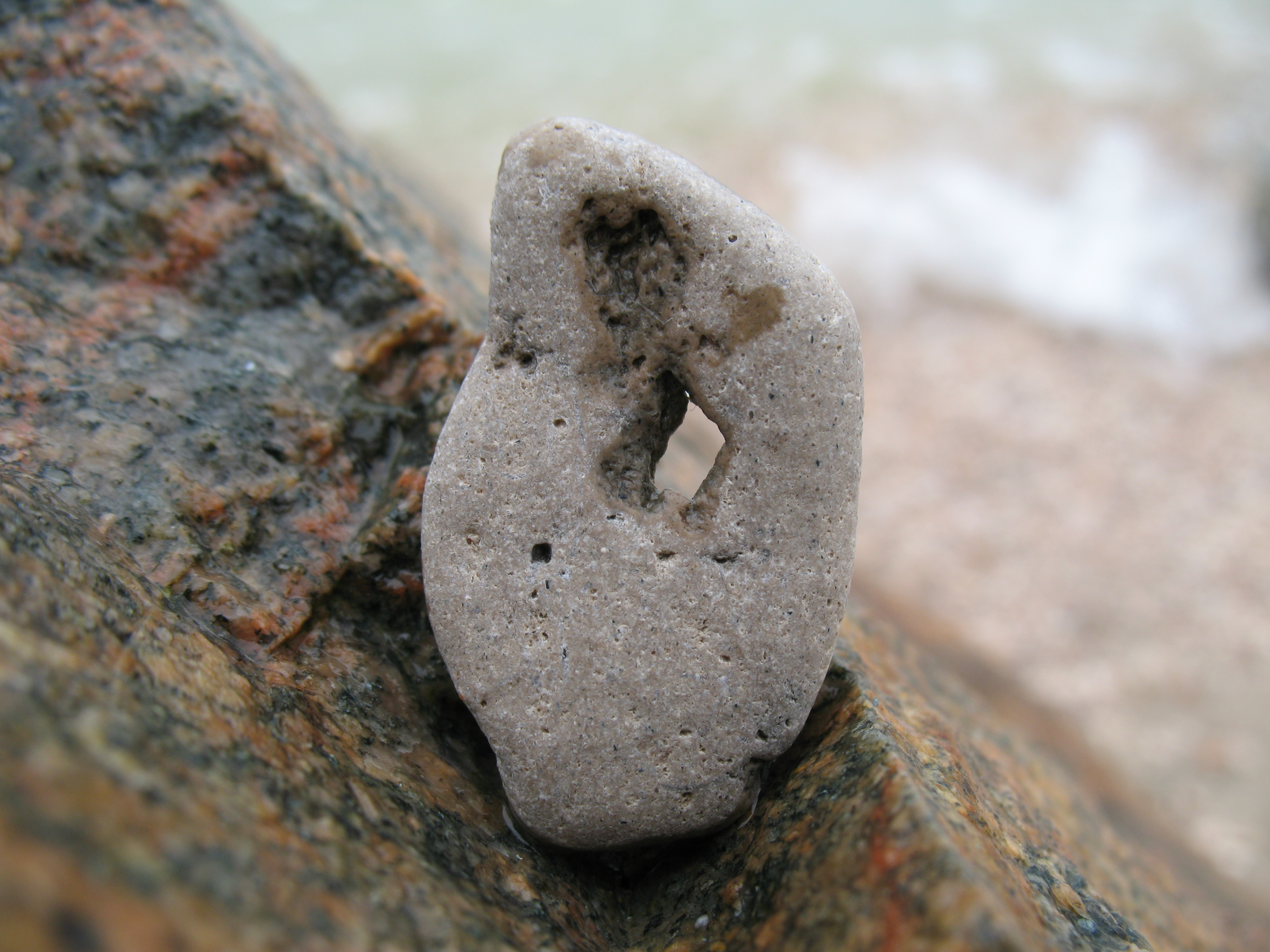
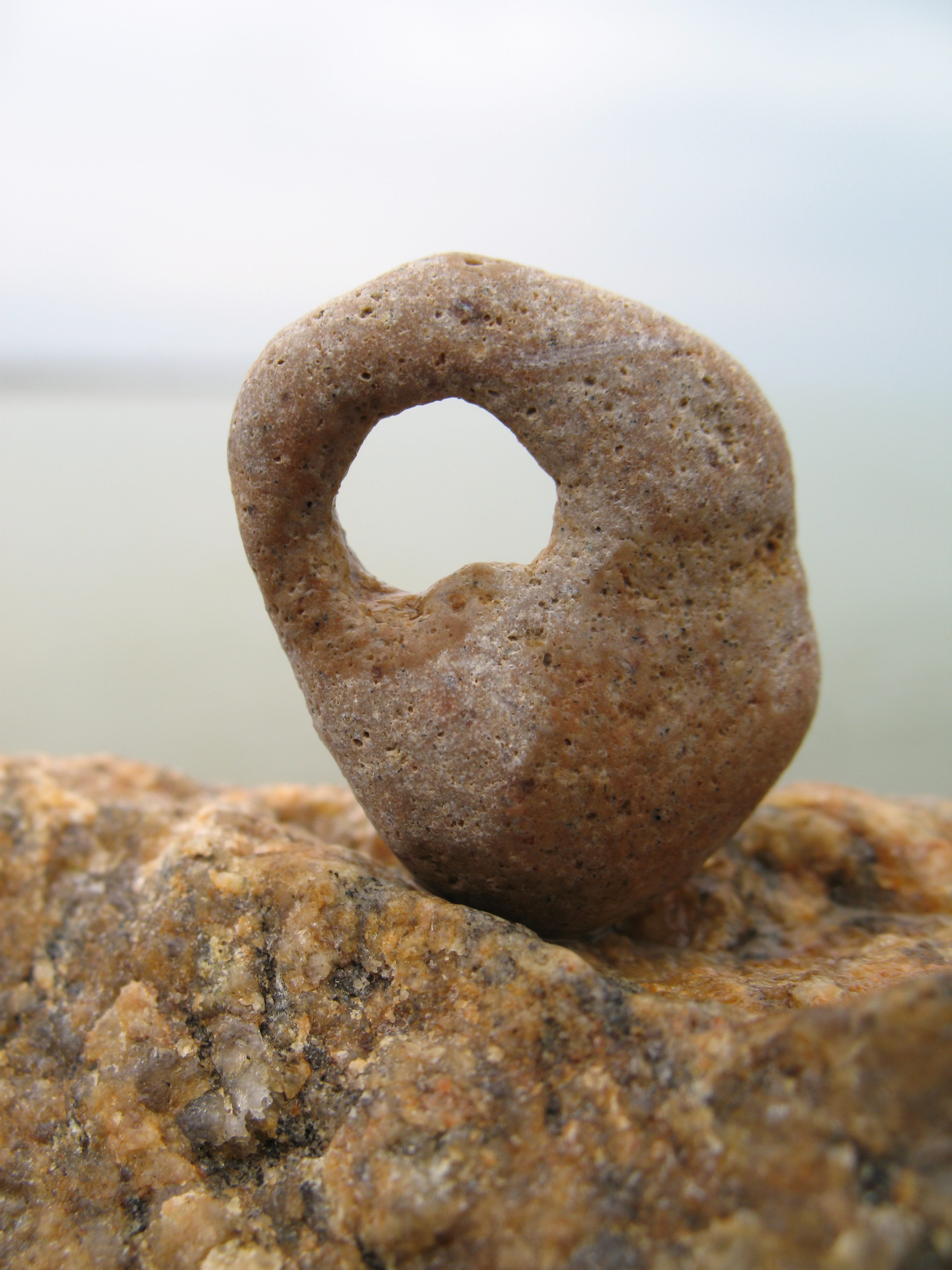
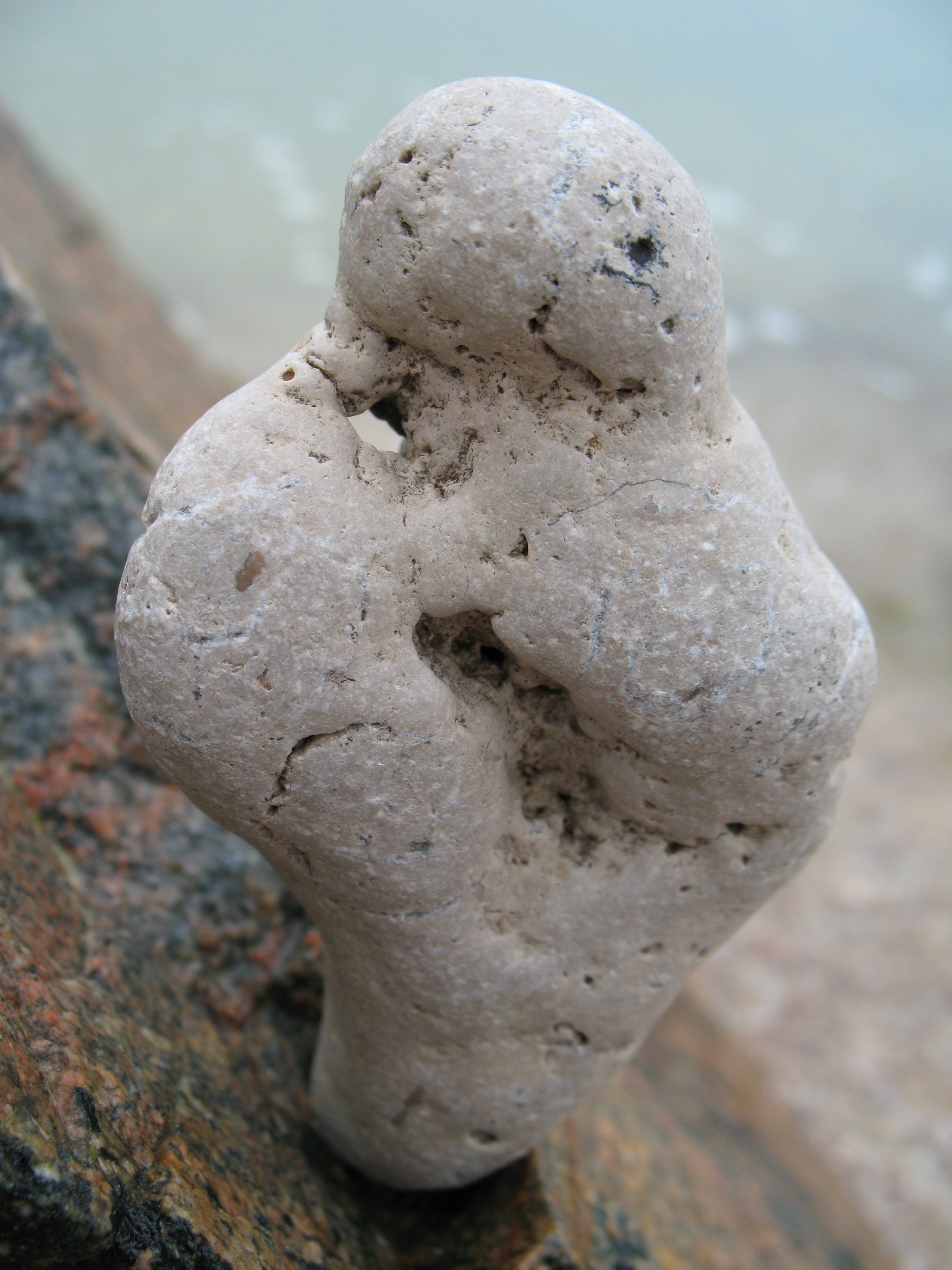

## Отражение в искусстве
- Мария Галина. Куриный бог. — М.: АСТ, 2013. — 416 с. — ISBN 978-5-17-077145-5.